# Lake Repulse
Der Lake Repulse ist ein Stausee im Zentrum des australischen Bundesstaates Tasmanien, ca. 48 km nordwestlich von New Norfolk. Er liegt im Verlauf des Derwent River, dort, wo der Repulse River einmündet.
Das Wasser dient an der Repulse Power Station zur Stromerzeugung.